# Wow!-signaal

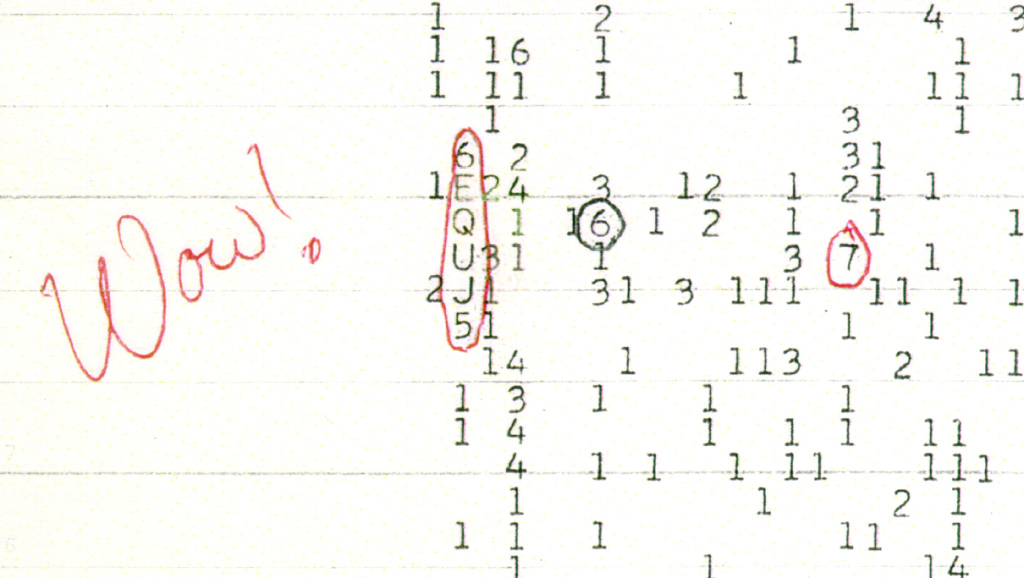
Het "Wow!"-signaal

Het Wow!-signaal (uitspraakⓘ) was een sterk smalbandig radiosignaal dat werd gedetecteerd door de computer van de Ohio State University en enkele dagen later gelezen door Jerry R. Ehman. Het signaal diende zich aan op 15 augustus 1977 in het kader van een SETI-project bij de inmiddels ontmantelde radiotelescoop "Big Ear" (bijnaam van de Ohio State University Radio Observatory) van de universiteit van Ohio.
Het signaal droeg tekens van potentiële niet-aardse en niet-zonnestelselachtige oorsprong, duurde 72 seconden en was nooit daarvoor gedetecteerd.
Verbaasd over hoe de exacte productie van de intensiteitsvariatie van een gelokaliseerd signaal in de gebruikte antenne had kunnen plaatsvinden ontwaarde Ehman het signaal: 6EQUJ5 en schreef in de marge Wow!. Dit commentaar gaf dan ook de naam aan dit signaal.
De eis die SETI echter stelde teneinde het Wow!-signaal als waarlijk bijzonder te kenmerken, namelijk dat het ook in de herhaling moest kunnen worden waargenomen, werd niet beantwoord.

## Details

Grafiek van sterkte van het signaal (in aantal keer het achtergrondsignaal, de ruis) tegen de tijd in stappen van 12 seconden. De aanpassing is met een Gaussische kromme.

Een weergave met kleurcodes van het WOW!-signaal. Verticaal de tijd met in kleur de sterkte van het signaal (de piek van 30 maal de achtergrond (U) kleurt wit), horizontaal de radiofrekwentie waarop gemeten werd in kanaalnummers van de radiotelescoop.

De lettercode "6EQUJ5" geeft de variatie in intensiteit van het signaal weer. Een spatie geeft een intensiteit aan van 0,0 tot 0,999, de getallen 1 tot en met 9 geven intensiteitsvariaties aan tussen 1,000 en 9,999. Boven de 10 wordt de intensiteit weergegeven door letters, met A voor 10,0 tot 10,999, B voor 11,0 tot 11,999 enzovoort, dus het signaal had in de tijd de sterktes (middelste waarden) van 6,5; 14,5; 26,5; 30,5; 19,5 en 5,5, (met een constante onzekerheid van 0,5) maal het achtergrondniveau in stappen van 12 seconden. De door Big Ear opgevangen pieksterkte U ( een intensiteit tussen 30,0 en 31,0, zeg 30,5 maal de achtergrond) was de hoogste gemeten intensiteit die ooit door een radiotelescoop was opgevangen. De intensiteit is in dit geval een dimensieloos getal, gebruikt om de verhouding tussen signaal en ruis weer te geven. De ruis was gemeten en uitgemiddeld over een aantal minuten zodat deze kon worden weggefilterd.
De bandbreedte van het signaal was minder dan 10 kHz. Er zijn twee verschillende waardes gegeven voor de frequentie ervan: 1420,356 MHz (door J.D. Kraus) en 1420,456 MHz (door J.R. Ehman). Beide op 50 kHz van de frequentie van de waterstoflijn (een spectraallijn bij een radiogolflengte van 21 cm, die komt door het omklappen van de spin van het elektron), die zich bevindt op 1420,406 MHz. Er werden twee mogelijke waarden van de rechte klimming gegeven.
- R.A. = 19h22m22s ± 5s
- R.A. = 19h25m12s ± 5s

en een waarde van de declinatie = -27°03´ ± 20´ (epoche B1950.0). Beide posities zijn gelegen in het sterrenbeeld Boogschutter.
De Big Ear-telescoop is een vaste telescoop die de aardrotatie gebruikt om de ruimte af te tasten. Aangezien de telescoop ten opzichte van de ruimte dus "beweegt" met de snelheid van de aardrotatie, en gezien het feit dat een telescoop een beperkt observatiebereik heeft, was de maximale observatietijd per object 72 seconden. Wanneer Big Ear dus buitenaardse signalen zou opvangen zou men verwachten dat dat signaal exact 72 seconden zou duren, met gedurende de eerste 36 seconden een stijgende intensiteit – op welk moment het signaal in het centrum van het observatievenster van de telescoop valt – en na deze piek vervolgens een afnemende intensiteit.
Zowel de lengte van het signaal (72 seconden) als de gedurende de eerste helft van het signaal stijgende en daarna dalende intensiteit, komt overeen met het te verwachten patroon voor een signaal van buitenaardse oorsprong.

## Zoektocht naar herhaling
Big Ear maakte gebruik van twee hoornvormige antennes die de ruimte afzochten naar signalen. De antennes wezen elk in een iets andere richting. Het Wow!-signaal werd wel door de ene, maar niet door de andere antenne opgevangen, echter door de manier van informatieverwerking was niet te achterhalen door welke van de twee het signaal was opgevangen. Door de manier van opstelling zou echter worden verwacht dat na drie minuten het signaal door de andere antenne zou zijn opgevangen, maar dit gebeurde niet. Ehman bleef nog een maand speuren naar een herhaling van het Wow!-signaal maar vond niets.

## Alternatieve verklaringen
In 2015 publiceerden astronomen een mogelijke nieuwe verklaring van het Wow!-signaal: het zou kunnen gaan om een waterstofwolk rond een komeet. In 1977 waren geen kometen waargenomen in het gebied dat door de telescoop werd bekeken, maar van de later ontdekte kometen 266P/Christensen en P/2008 Y2 (Gibbs) blijkt na terugrekenen van hun baan dat ze zich in het bewuste gebied bevonden moeten hebben. Sommige andere astronomen zijn echter sceptisch, en stellen dat het onwaarschijnlijk is dat kometen een dusdanig sterk signaal kunnen afgeven op de bewuste golflengte (de welbekende 21 centimeter waterstofband).
Abel Méndez in Puerto Rico en zijn team kwamen in 2024 met een nieuwe verklaring: het zou gaan om een radiosignaal, veroorzaakt door een koude waterstofwolk die door een zeldzame gebeurtenis even enorm helder werd.